# Creed: Narodziny legendy

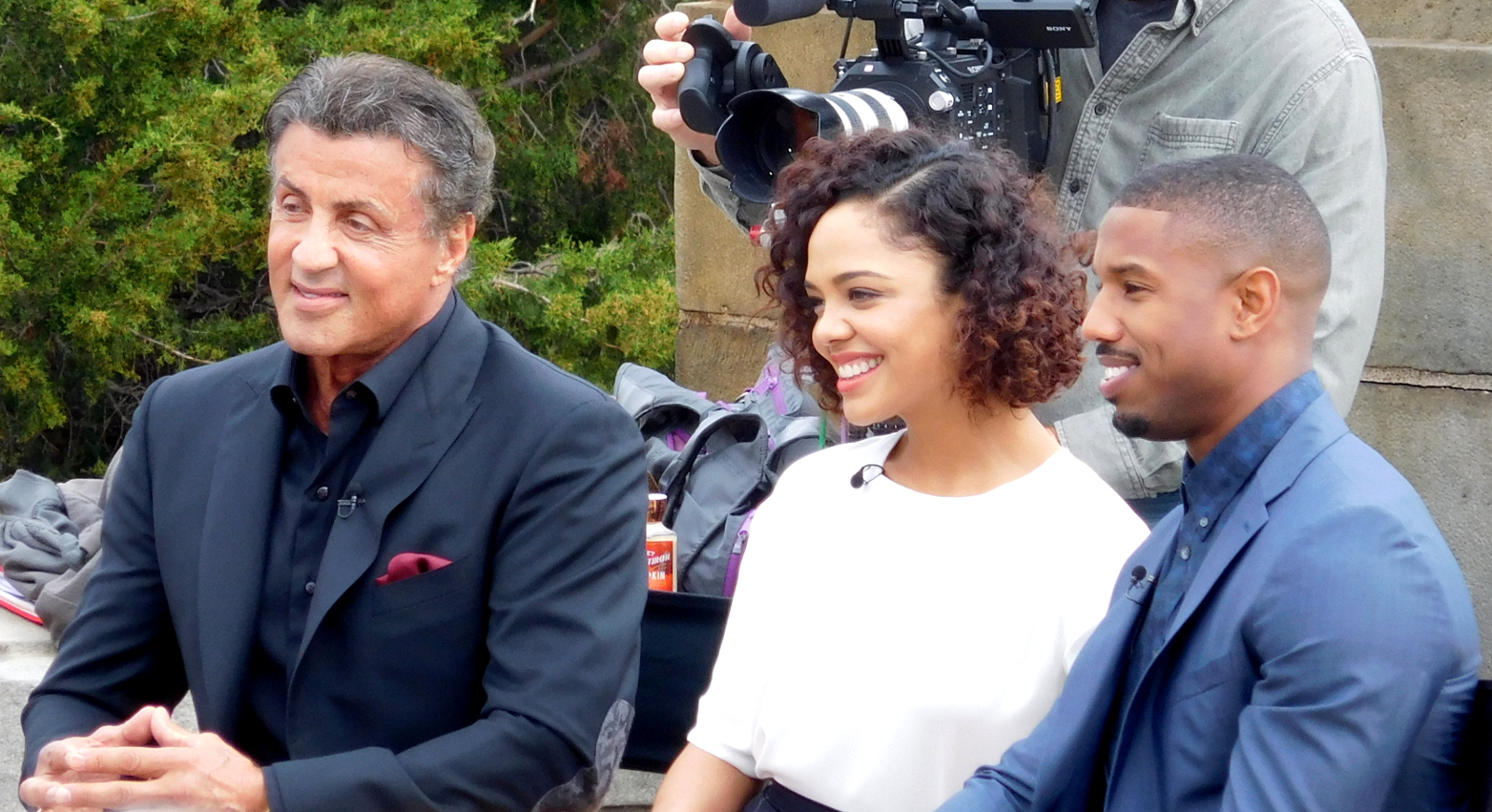
Sylvester Stallone, Tessa Thompson i Michael B. Jordan podczas promocji filmu

Creed – dramat filmowy produkcji amerykańskiej z 2015 w reżyserii Ryana Cooglera, który był również współautorem scenariusza wspólnie z Aaronem Covingtonem. W rolach głównych wystąpili Michael B. Jordan oraz Sylvester Stallone. Ponadto w filmie występują Tessa Thompson, Phylicia Rashad, Tony Bellew oraz Graham McTavish. Film jest sequelem serii Rocky.
W 2018 roku odbyła się premiera drugiej części Creeda.

## Fabuła
Adonis Creed (Michael B. Jordan), bogaty młody mężczyzna, który jest synem zmarłego w czwartej części Rocky’ego Apollo Creeda, przeciwstawia się rodzinie i postanawia tak jak ojciec zostać bokserem. Aby odnieść popularność i sukces, zwraca się o pomoc do starego rywala i przyjaciela ojca, Rocky’ego Balboa (Sylvester Stallone).

## Obsada
- Michael B. Jordan jako Adonis „Donnie” Johnson Creed
- Sylvester Stallone jako Rocky Balboa
- Tessa Thompson jako Bianca
- Phylicia Rashad jako Mary Anne Creed
- Tony Bellew jako „Pretty” Ricky Conlan
- Graham McTavish jako Tommy Holiday
- Wood Harris jako Tony „Little Duke” Evers
- Andre Ward jako Danny „Stuntman” Wheeler
- Gabriel Rosado jako Leo „The Lion” Sporino
- Ritchie Coster jako Pete Sporino
- Jacob „Stitch” Duran jako on sam